# Sierolomorpha trjapitzini
Sierolomorpha trjapitzini is een wesp uit het geslacht Sierolomorpha, die voorkomt in het oosten van Rusland.